# Третьяков, Александр Александрович
Александр Александрович Третьяков (18 [31] октября 1905, Боровичи, Новгородская губерния — 8 мая 1978, Москва) — русский композитор, регент церковных хоров.

## Биография
Родился в Боровичах, Новгородской губернии 18 (31) октября 1905 года в семье врача и общественного деятеля. Отец, Александр Николаевич, обладал прекрасным слухом; мать, Софья Михайловна (урождённая Турчанинова), была хорошей пианисткой — оба умерли в 1919 году.
С 1909 года семья жила в Перми, где Александр Третьяков принимал участие в богослужениях как чтец и певец. В 1923—1927 году он учился в Пермском университете — на медицинском факультете. В 1925 году он познакомился с регентом кафедрального собора Перми Михаилом Ефимовичем Кусковым, который обучил его анализу и глубокому пониманию песнопений различных духовных авторов. В конце 1920-х годов, работая врачом, А. А. Третьяков одновременно начал свою регентскую и композиторскую деятельность.
Был арестован 23 сентября 1932 года, осуждён 10 января 1933 года — обвинение: «антисоветская агитация», статья 58/10; приговор: 3 года лишения свободы. Позднее в личном листке Третьяков указывал места своей ссылки: «Пермь, Красновишерск, Губаха, Соликамск, Кизел, Свободный, ст. Артеушка».
Во время Великой Отечественной войны работал врачом. На фронте сильно застудил ноги и в 1943 году его освободили от воинской обязанности. В первую годовщину Победы, 13 мая 1946 года, он был награжден медалью «За победу над Германией в Великой Отечественной войне 1941—1945 гг.».
В 1947 году, проездом через Москву, Третьяков оставил для регента хора кафедрального Богоявленского собора В. С. Комарова три своих произведения, которые стали исполняться на богослужениях. В том же году в Перми им было основано «Общество врачей-лаборантов».
В начале 1955 года А. А. Третьяков переехал в район подмосковного города Мытищи, на станции «Строитель», и там жил с супругой Анной Алексеевной до конца жизни. Руководил хорами в нескольких областных храмах, а также в столице: Святителя Николая на Преображенском кладбище, Покрова Пресвятой Богородицы на Лыщиковой горе. Наиболее долгое время он был регентом в Ризоположенском храме на Донской улице. В ноябре 1974 года Третьяков был удостоен грамоты Патриарха Пимена «в благословение за усердные труды во славу святой Церкви». 
Некоторое время, с июля 1976 по декабрь 1977 года, он был регентом хора Пименовского Свято-Троицкого храма, затем руководил хором храма Воскресения Словущего на Ваганьковском кладбище.
В последние месяцы своей жизни с января 1978 года он был регентом Никольского храма в Пушкино. Скончался 8 мая 1978 года. Похоронен, согласно завещанию, на Черкизовском кладбище, где недалеко от храма, была могила его супруги и сестры.

## Творчество
В музыкальном стиле композиций А. А. Третьякова выделяются две основные составляющие, возникшие под влиянием, во-первых, московской Синодальной школы церковного пения, во-вторых, обиходного пения XX века. Также в его песнопениях можно усмотреть воздействие классических хоровых концертов Д. С. Бортнянского и лирической мелодики П. И. Чайковского. В «Журнале Московской Патриархии» приводились слова Третьякова о Синодальной школе: 

Композиторы этой школы стремились, в противовес итальянизму Веделя-Бортнянского, эклектике архимандрита Феофана, Старорусского, Виноградова, Ломакина, Архангельского, возродить в церковном пении русские традиции путем использования народных песенных последований и гармонизации древних роспевов по законам русской подголосочной полифонии, открытым Кастальским. Однако сочинения этих авторов имели один общий «недостаток» — все они писались для большого высококвалифицированного хора и потому были малодоступны рядовым приходским хорам
А. А. Третьяков старался сочинять композиции, доступные небольшому хору.